# Álex da Rosa
Álex Rodrigo da Rosa Dornelles (Santiago, Río Grande del Sur, 1 de junio de 1976) es un exfutbolista brasileño nacionalizado boliviano. Se desempeñaba como delantero. Fue internacional con la selección boliviana.

## Trayectoria

### Inicios en Brasil y llegada a Bolivia
Juega de centrocampista y delantero. Empezó su carrera futbolística en el Club Caxias do Sul en Brasil, después de haber pasado un tiempo en ese país, pasó en el año 1998 a San José donde empezó su carrera futbolística en Bolivia. Este tuvo experiencia en varios equipos del mundo como ser el MTK de Hungría, el Bonner SC de Alemania y el Deportes Tolima de Colombia. En Bolivia pasó por equipos como San José, The Strongest, Aurora, entre otros. Se naturalizó boliviano en el año 2004, para un partido contra Chile donde no consiguió un buen resultado, pero después tuvo una nueva oportunidad en el 2009, donde hizo 1 gol a la Argentina, en la histórica goleada de 6-1, donde salió ovacionado del estadio y desde ese partido, es un nuevo ícono del fútbol boliviano, debido a que según él, está en su mejor momento futbolístico. A finales del año 2007, precisamente en el Torneo Clausura de la LFPB, se decidió el campeonato en dos partidos de desempate entre San José y La Paz FC ya que ambos igualaban en puntaje; en el partido de ida, en el Estadio Hernando Siles de la La Paz el partido terminó 2-2. Luego , en el partido de vuelta, en el Estadio Jesús Bermúdez de la ciudad de Oruro, el marcador terminó 1-0 a favor de San José nada más y nada menos que con el gol de Álex da Rosa, quién esa noche dio su segundo campeonato al Club San José y la clasificación a la Copa Libertadores. En el año 2008 hizo 21 goles, siendo el goleador del torneo.

## Selección nacional
Fue internacional con la Selección boliviana. Su primera convocatoria fue para partidos en 2004 en un partido contra Chile. En el 2009 luego de cinco años volvió a se convocado para encarar partidos de Eliminatorias de 2010. El 1 de abril se convirtió un gol contra la Selección argentina en la histórica goleada 6:1 al minuto 44'.

### Participaciones en Eliminatorias al Mundial
| Eliminatorias                 | Sede      | Posición   | Partidos | Goles |
| ----------------------------- | --------- | ---------- | -------- | ----- |
| Eliminatorias Mundial de 2006 | Alemania  | 10.º lugar | 1        | 0     |
| Eliminatorias Mundial de 2010 | Sudáfrica | 9.º lugar  | 3        | 1     |

## Clubes

### Como jugador
| Club                   | País     | Año         |
| ---------------------- | -------- | ----------- |
| Caxias do Sul          | Brasil   | 1995 - 1996 |
| São Bento              | Brasil   | 1997 - 1998 |
| Esporte Clube São José | Brasil   | 1998 - 1999 |
| MTK Budapest           | Hungría  | 2000 - 2001 |
| Mariscal Braun         | Bolivia  | 2001        |
| The Strongest          | Bolivia  | 2002 - 2004 |
| Bonner SC              | Alemania | 2005        |
| Deportes Tolima        | Colombia | 2006        |
| Aurora                 | Bolivia  | 2006        |
| Blooming               | Bolivia  | 2006 - 2007 |
| San José               | Bolivia  | 2007 - 2009 |
| Bolívar                | Bolivia  | 2010 - 2011 |
| Nacional Potosí        | Bolivia  | 2011        |
| Oruro Royal            | Bolivia  | 2011        |
| Ciclón                 | Bolivia  | 2012        |
| Oruro Royal            | Bolivia  | 2013        |
| 8 de Septiembre        | Bolivia  | 2013 - 2014 |
| Unión Maestranza       | Bolivia  | 2014        |

### Como director deportivo
| Club     | País    | Año  |
| -------- | ------- | ---- |
| San José | Bolivia | 2021 |

### Hat-tricks en su carrera
| 1 | 29 de noviembre de 2008 | Estadio Jesús Bermúdez, Oruro | San José - Oriente Petrolero |  | 4 - 2 | Playoffs 2008        |
| 2 | 3 de mayo de 2009       | Estadio Jesús Bermúdez, Oruro | San José - Oriente Petrolero |  | 6 - 1 | Torneo Apertura 2009 |

## Palmarés

### Títulos regionales
| Título            | Club            | Año  |
| ----------------- | --------------- | ---- |
| Primera "B" (AFO) | 8 de Septiembre | 2013 |

### Títulos nacionales
| Título           | Club          | Año             |
| ---------------- | ------------- | --------------- |
| Primera División | The Strongest | Apertura 2003   |
| Primera División | The Strongest | Clausura 2003   |
| Primera División | San José      | Clausura 2007   |
| Primera División | Bolívar       | Adecuación 2011 |

### Distinciones individuales
| Año  | Distinción                                               |
| ---- | -------------------------------------------------------- |
| 2008 | Máximo goleador de los Playoffs 2008 (9 goles)           |
| 2008 | Botín de Oro Fair Play Store - 29 goles en una temporada |